# Festival des 3 Continents 1979
Le Festival des 3 Continents 1979, 1re édition du festival, s'est déroulé du 4 au 11 décembre 1979.

## Déroulement et faits marquants
Outre la compétition, la 1re édition du festival propose des hommages au réalisateur égyptien Salah Abou Seif ainsi qu'un panorama du cinéma de l'Amérique Noire.

## Jury
- Anna Karina : actrice française
- Melvin Van Peebles : réalisateur américain
- Claude Picasso : photographe français
- Richard Roud : cofondateur et directeur Festival de New York
- Stéphane Tchegaljief : producteur français

## Sélection

### En compétition
| Titre                             | Réalisation        | Pays      |
| --------------------------------- | ------------------ | --------- |
| Nah’la                            | Farouk Beloufa     | Algérie   |
| Bobeta, illusion y despertas      | Jorge Pantano      | Argentine |
| Chuquiago                         | Antonio Eguino     | Bolivie   |
| Dooratwa                          | Buddhadev Dasgupta | Inde      |
| Kalagh                            | Bahram Beyzai      | Iran      |
| Baara                             | Souleymane Cissé   | Mali      |
| Au nom de la civilisation         | Boughaleb Bouriki  | Maroc     |
| A denza negra                     | Ola Balogun        | Nigeria   |
| Rewo daande maayo (Bahvni bhavai) | Cheikh Ngaïdo Ba   | Sénégal   |

### Autres programmations
- Hommage à Salah Abou Seif
- Panorama du cinéma de l'Amérique Noire

## Palmarès
- Montgolfière d'or : Baara de Souleymane Cissé[1]
- Mention spéciale : Chuquiago de Antonio Eguino